# Kroondomein Het Loo

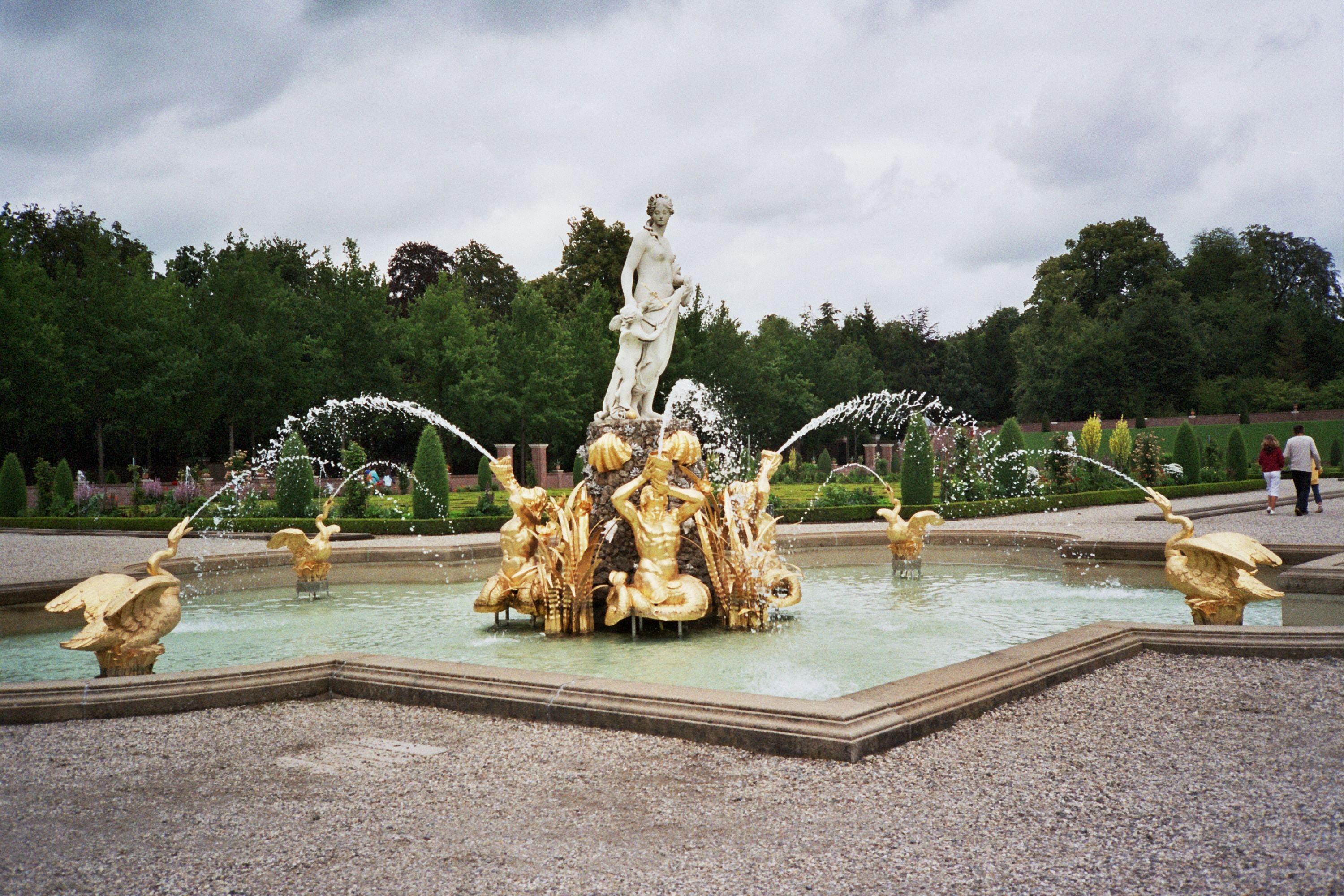
Paleistuin Het Loo

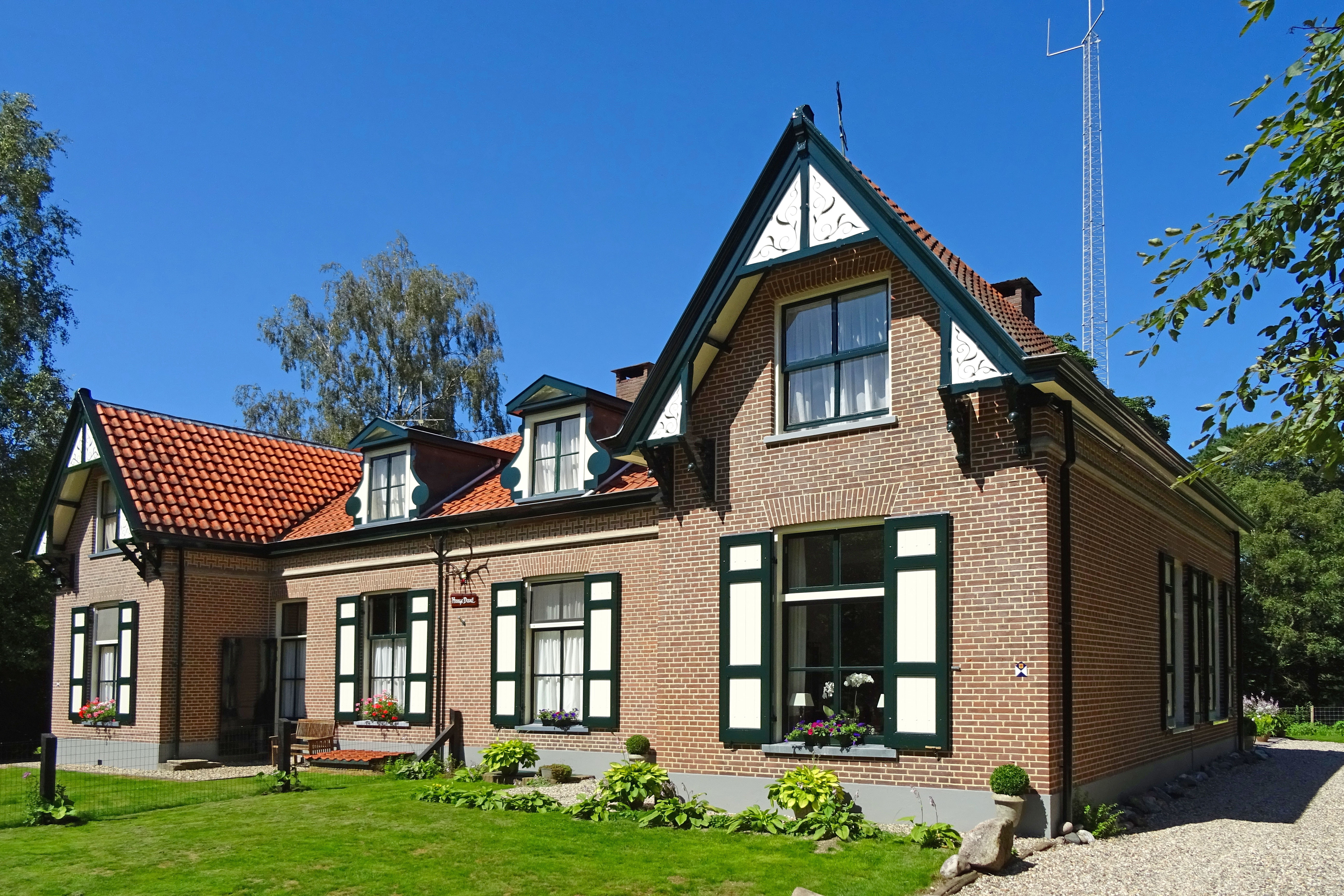
"Hooge Duvel", jachtopzienerswoning

Kroondomein Het Loo is een landgoed op de Veluwe, in de Nederlandse provincie Gelderland. Het is het grootste landgoed van Nederland en omvat ongeveer 10.400 hectare. Het kroondomein strekt zich uit ten noordwesten van de stad Apeldoorn. In het Aardhuis bij Hoog-Soeren, een voormalig jachtchalet van het Koninklijk Huis, is een bezoekerscentrum annex wildpark ingericht.  

## Gebieden
Kroondomein Het Loo beslaat circa 10.350 hectare en bestaat uit drie gebieden:
1. 'Staatsdomein bij Het Loo afdeling Paleispark': het Paleispark inclusief Paleis Het Loo,  kasteel Het Oude Loo en de tuinen (650 hectare).[1]
2. 'Staatsdomein bij Het Loo afdeling Hoog Soeren': circa 3000 hectare.[1] De boswachterij Hoog Soeren valt hiermee samen en al het gebied van Het Loo ten zuiden van de Amersfoortseweg plus de Soerense Heide en een klein aangrenzend stuk bos ten noorden van de Amersfoortseweg vallen hieronder.
3. Het 'eigenlijke Kroondomein': circa 6700 hectare. Dit bestaat uit de boswachterij Uddel en de boswachterij Gortel.

Staatsdomein bij Het Loo afdeling Hoog Soeren en het eigenlijke Kroondomein Het Loo (oftewel de drie boswachterijen Hoog Soeren, Uddel en Gortel) worden tezamen aangeduid als de Koninklijke Houtvesterij Het Loo met een gezamenlijke oppervlakte van bijna 9700 hectare. Het landgoed bevindt zich hoofdzakelijk in de gemeente Apeldoorn maar deels ook in de gemeenten Nunspeet en Epe.
Qua grondgebruik is het gebied als volgt verdeeld:
- 8400 ha (81%) - bossen
- 1700 ha (16%) - heidevelden
- 250 ha (2%) - landbouwgrond
- 50 ha (0,5%) - bebouwd oppervlak en tuinen

## Beheer
Voor een doeltreffend beheer en om onnodige versnippering van het gebied te voorkomen, wordt Kroondomein Het Loo als eenheid beheerd. Aan het hoofd staat dezelfde rentmeester die door de Kroondrager is benoemd voor het eigenlijke Kroondomein. Sinds juni 2012 is dit Arno Willems, voormalig directeur bij Landschapsbeheer Nederland.

## Eigendom
De Staatsdomeinen zijn eigendom van de Staat der Nederlanden. De Staat wordt hierbij vertegenwoordigd door het Rijksvastgoedbedrijf (RVB) van het Ministerie van Binnenlandse Zaken en Koninkrijksrelaties. Voorheen werd de Staat der Nederlanden hierbij juridisch vertegenwoordigd door achtereenvolgens de Dienst Domeinen en het Rijksvastgoed- en Ontwikkelingsbedrijf van het Ministerie van Financiën, en economisch door de Rijksgebouwendienst van het Ministerie van Volkshuisvesting, Ruimtelijke Ordening en Milieubeheer. Het Rijksvastgoed- en Ontwikkelingsbedrijf en de Rijksgebouwendienst zijn met de Dienst Vastgoed Defensie (DVD) en de directie Rijksvastgoed in 2014 opgegaan in het Rijksvastgoedbedrijf.
Het 'eigenlijke Kroondomein' is eveneens in eigendom van de Staat der Nederlanden, maar met gebruiksrecht voor de kroon, neerkomend op leden van het koninklijk huis. Koningin Wilhelmina heeft in 1959 het eigenlijke kroondomein Het Loo (6.750 hectare) nabij Apeldoorn aan de Staat gegeven. De opbrengst (bosbouw) en het gebruik (jacht) bleef echter bij de Oranjes. Wilhelmina bedong dat de Oranjes het kroondomein terugkrijgen als ze geen kroondrager meer zijn, bijvoorbeeld als de monarchie wordt afgeschaft. 
Het Paleispark, 1205 hectare van het eigenlijke Kroondomein en circa 600 hectare van afdeling Hoog Soeren zijn het gehele jaar geopend voor het publiek.

## Jachtrecht
De Kroondrager heeft jachtrecht in de gehele Koninklijke Houtvesterij Het Loo, waardoor circa 5500 hectare van het eigenlijke Kroondomein Het Loo en 2400 hectare van afdeling Hoog Soeren tijdens het jachtseizoen (van 15 september tot en met 25 december) afgesloten zijn voor het publiek. Dit is in april 2021 (na kritiek en in antwoord op vragen vanuit de Tweede Kamer) opgehelderd door Landbouwminister Schouten als vereist voor de persoonlijke levenssfeer van koning Willem-Alexander, die gedurende de jachtmaanden het alleenrecht op betreding heeft met oog op de jacht door hem en zijn vrienden. In september 2021 bleek dat de koning geen recht had op subsidie als hij het jachtgebied van Het Loo ieder jaar tijdens het jachtseizoen afsluit  voor het publiek, omdat het volgens de subsidieregels openbaar toegankelijk moet zijn. Indien hij dat toch zou blijven doen, zou hij de vijfjaarlijkse subsidie à 4,7 miljoen euro (gemiddeld 0,94 miljoen per jaar) vanaf 2022 verliezen, liet Minister Schouten de Tweede Kamer weten na parlementaire vragen en maatschappelijke ophef.
Op 26 november 2021 werd bekendgemaakt dat Koning Willem-Alexander een subsidieaanvraag had ingediend voor het natuurbeheer van Kroondomein Het Loo, voor de periode van 1 januari 2022 tot 31 december 2027. Hij zag echter af van de subsidie die hem zou verplichten een groot deel van het domein veel ruimer open te stellen voor het publiek. Toch bleek op 13 juni 2022 dat Willem-Alexander 4,5 miljoen euro aan subsidie zou ontvangen voor het deel van het Kroondomein dat het hele jaar open blijft (minder dan de helft), terwijl hij oorspronkelijk voor het gehele gebied 4,8 miljoen euro zou ontvangen. Het feit dat de koning voor een veel kleiner gebied bijna evenveel subsidie zou ontvangen werd door Minister voor Natuur en Stikstof Christianne van der Wal verklaard door 'enorm gestegen vergoedingen en inflatiecorrectie'.